# Стромболі, земля Божа
«Стромболі, земля Божа» (італ. Stromboli, terra di Dio) — італо-американський фільм-драма 1950 року, поставлений режисером Роберто Росселліні. Стрічку, яка вважається класичним прикладом італійського неореалізму в кінематографі, було внесено до списку «100 італійських фільмів, які потрібно зберегти».

## Сюжет
Табір переміщених осіб у Фарфі, в 80-ти кілометрах від Риму. Біженка з Прибалтики Карін Бйорсен, що пережила війну в Югославії, а потім — в Італії, куди перебралася нелегально, знайомиться з молодим солдатом Антоніо Мастростефано, який закохується в неї і просить її руки. Не зумівши отримати візу в Аргентину, вона погоджується вийти за нього заміж та їде з ним на його рідний острів Стромболі, нині спорожнілий: значна частина його мешканців відправилися на заробітки на континент, а деякі навіть в Австралію й Америку.
Антоніо, що колись володів власним човном, наймається в екіпаж рибальського судна. Карін незатишно на цьому острові, негостинному до неї й відірваному від усього світу. Їй доводиться боротися або, вірніше, намагатися змиритися, з безплідною і суворою природою, обмеженістю мислення місцевих жителів, незрілістю та ревнощами чоловіка. Вона супроводжує його при вилову тунця, але жорстокість цього видовища вселяє в неї відразу. Через деякий час виверження вулкана змушує мешканців острова покинути будинки, вийти в море на човнах і там чекати закінчення лиха. Карін на третьому місяці вагітності; вона заявляє Антоніо, що хоче назовсім поїхати з острова. Антоніо замикає її у будинку, забивши двері цвяхами. Вона виривається на свободу за допомогою друга, доглядача маяка, який дає їй грошей у дорогу. Вона хоче дістатися до села, розташованого на іншому схилі вулкана, і там розшукати човен. Вибившись з сил, вона в сльозах падає на вершині вулкана і засинає. Удосвіта Карін раптом охоплює захват перед таємничістю і красою цих місць. Вона просить у Бога сил на те, щоб захистити дитину.

## У ролях
| • Інгрід Бергман     | … | Карін Бйорсен         |
| • Маріо Вітале       | … | Антоніо Мастростефано |
| • Ренцо Чезана       | … | священик              |
| • Маріо Спонца       | … | доглядач маяка        |
| • Роберто Онораті    | … | дитина                |
| • Джетано Фамуларо   | … | чоловік з гітарою     |
| • мешканці Стромболі |   |                       |

## Знімальна група
- Автори сценарію — Роберто Росселліні, Серджо Амідеї, Джан Паоло Каллегарі, Ренцо Чезана, Арт Кон, панотець Фелікс Морліон
- Режисер-постановник — Роберто Росселліні
- Продюсер — Роберто Росселліні
- Оператор — Отелло Мартеллі
- Композитор — Ренцо Росселліні
- Монтаж — Роланд Гросс, Альфред Л. Веркер

## Виробництво
Фільм став першим з шести повнометражних фільмів, знятих Росселліні за участю Інгрід Бергман. Спочатку режисер збирався запросити на головну роль акторку Анну Маньяні, але на етапі підготовки сценарію йому несподівано прийшов лист від шведсько-американської зірки І. Бергман, в якому та повідомила, що дуже любить фільми «Рим, відкрите місто» і «Пайза», тому в будь-який час готова приїхати зніматися до Італії. На знімальному майданчику у режисера та акторки виник скандальний роман, внаслідок чого вони одружилися, попри те, що обоє вже перебували в шлюбі.
Практично всі сцени знімалися без декорацій в реальному селі Стромболі, причому більшість залучених у фільмі людей — місцеві мешканці, у тому числі виконавець ролі чоловіка Маріо Вітале до цього часу був звичайним рибалкою. Єдиними професійними акторами, окрім Бергман, були запрошені Ренцо Чезана та Маріо Спонцо, що зіграли, священник та доглядача маяка відповідно. Виявившись на острові й познайомившись з побутом місцевих жителів, Росселліні вирішив додати в сценарій додаткові документальні сцени з евакуацією жителів під час виверження вулкана і колективний вилов риби з довгими сітями, так звана «тоннара».

## Прокат і відгуки
Через скандал, пов'язаний з любовною інтригою між Росселліні та Бергман, фільм розкритикувало багато оглядачів і він не мав особливого успіху у глядачів. Особливо негативно ці тенденції проявилися в США, де навіть представники влади докоряли акторці в розпусності. Також негативний вплив на американський прокат зробив конфлікт режисера з видавцем RKO Pictures, представники цієї компанії самостійно змонтували «Стромболі» для американського релізу, і в цій версії тривалість скоротилася на 37 хвилин, зникли деякі важливі сцени. Якщо в режисерській версії фінал залишається відкритим, то тут закадровий голос повідомляє, що душа Карін набуде спокою тільки після повернення до чоловіка.
Ізольований острів Стромболі після виходу фільму відвідала безліч туристів з Італії та інших європейських країн. До цього дня тут можна знайти пам'ятні інформаційні таблички з фотографіями знімального процесу, а головний місцевий бар, розташований на центральній площі поселення, має назву «Інгрід».
Фільм входив до конкурсної програми 11-го Венеційського кінофестивалю, крім того, у відреставрованому цифровому форматі був показаний на 69-му фестивалі у 2012 році.

## Нагороди та номінації
| Список нагород та номінацій            | Список нагород та номінацій | Список нагород та номінацій                     | Список нагород та номінацій | Список нагород та номінацій | Список нагород та номінацій |
| Кінопремія                             | Дата церемонії              | Категорія                                       | Номінант(и)                 | Результат                   | Дж                          |
| -------------------------------------- | --------------------------- | ----------------------------------------------- | --------------------------- | --------------------------- | --------------------------- |
| Венеційський міжнародний кінофестиваль | 1950                        | Золотий лев                                     | Стромболі, земля Божа       | Номінація                   |                             |
| Премія «Бамбі»                         | 1951                        | Найкраща акторка                                | Інгрід Бергман              | Перемога                    |                             |
| Премія «Срібна стрічка»                | 1951                        | Найкраща іноземна акторка в італійському фільмі | Інгрід Бергман              | Перемога                    |                             |